# Однопалая амфиума
Однопалая амфиума (лат. Amphiuma pholeter) — вид хвостатых земноводных из семейства амфиумовых. Эндемик США.

## Внешний вид
Достигает длины тела до 33 см. Голова конической формы, относительно короткая, с закруглённой мордой и очень мелкими глазами. На каждой стороне головы по одному жаберному отверстию. Имеет удлинённое туловище цилиндрической формы с крошечными однопалыми лапами и коротким хвостом, занимающим около четверти общей длины. Окраска сверху от тёмно-серой до серовато-коричневой, снизу слегка светлее.

## Ареал
Распространена в Примексиканской низменности в Соединённых Штатах Америки от округа Гаррисон (Миссисипи) через прибрежные районы Алабамы и северо-западную Флориду до округов Ливи и Эрнандо на юге и до крайнего юго-запада Джорджии (бассейн реки Оклокони) на севере. Вглубь континента не проникает дальше 80—120 км от моря.

## Образ жизни
Очень скрытный вид. Встречается в мелких прудах с илистым дном, медленно текущих прерывистых ручьях, аллювиальных болотах с обильной растительностью на глубине 30—60 см. Очень сильно зависит от наличия пригодных местообитаний. Иногда обитает совместно с молодыми угревидными амфиумами. Холодными зимами зарывается глубоко в грязь. Спаривание происходит зимой и весной, а откладка яиц — поздней весной и летом. После откладки самки обвиваются вокруг яиц. В одной кладке может быть 2—21 яйцо. В конце лета и начале осени из них выходят детёныши. В условиях неволи половая зрелость наступает при достижении двух лет при длине тела без хвоста около 19 см. Питается различными беспозвоночными, в том числе земляными червями, моллюсками из семейства Sphaeriidae, личинками членистоногих и жуками. Может поедаться енотами, одичавшими свиньями и болотными птицами, а также иловыми змеями, каймановыми черепахами и угревидными амфиумами.